# Triangularea unei suprafețe

Triangularea unei de genul 3

Triangularea unei suprafețe parametrice („șaua maimuței”)

În matematică triangularea unei suprafețe înseamnă
- o rețea de triunghiuri care acoperă o suprafață dată parțial sau total, sau
- procedura de generare a punctelor și triunghiurilor unei astfel de rețele de triunghiuri.

## Abordări
Acest articol descrie generarea unei rețele de triunghiuri. În literatură există materiale care se ocupă de optimizarea unei rețele date.
Triangularea suprafețelor este importantă pentru
- vizualizarea⁠(d) suprafețelor și
- metoda elementelor finite.

Triangularea unei suprafețe definite parametric se realizează prin triangularea zonei de definiție (vezi a doua figură, înfățișând „șaua maimuței”). Triunghiurile pot varia ca formă și mărime în spațiul obiectului, prezentând un potențial dezavantaj. Acest lucru poate fi minimizat prin metode adaptative care iau în considerare mărimea pasului în timp ce se triangulează zona parametrizată.
Triangularea unei suprafețe implicite⁠(d) (definită de una sau mai multe ecuații) este mai dificilă. Există două metode principale.
- O metodă suprapune în regiunea tridimensională luată în considerare o rețea de cuburi și determină intersecțiile suprafeței cu laturile cuburilor pentru a obține poligoane pe suprafață, care ulterior trebuie triangulate (metoda tăieturilor pe cuburi).[1][2] Resursele necesare pentru gestionarea datelor sunt mari.
- Al doilea concept, mai simplu, este „metoda de marș”.[3][4][5] Triangularea începe cu un hexagon triangulat ca punct de plecare. Acest hexagon este apoi înconjurat de noi triunghiuri, urmând reguli date, până când suprafața luată în considerare este triangulată. Dacă suprafața constă din mai multe componente, algoritmul trebuie pornit de mai multe ori folosind puncte de pornire adecvate.

Algoritmul tăieturilor pe cuburi determină simultan toate componentele suprafeței înconjurate de cubul de pornire, în funcție de parametrii limită prescriși. Un avantaj al metodei de marș este posibilitatea de a prescrie limite (vezi în prima imagine de mai jos curba de intersecție a celor două corpuri).
Poligonarea unei suprafețe înseamnă generarea unei rețele de poligoane⁠(d).
Triangularea unei suprafețe nu trebuie confundată cu triangularea unei mulțimi de puncte date din plan. Vezi triangularea Delaunay.

Triangulare: cilindru și suprafața x4 + y4 + z4 = 1
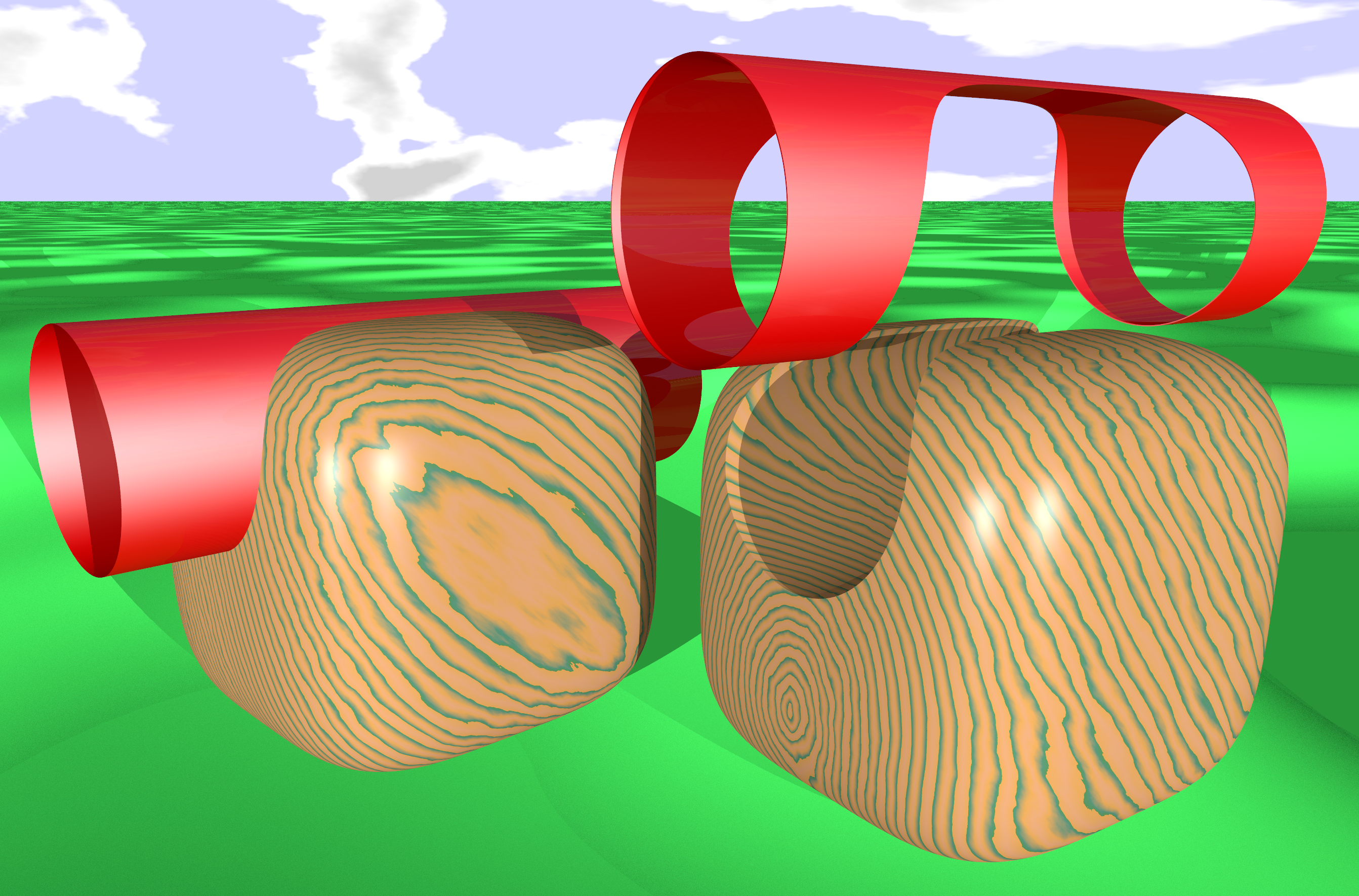
Triangulare: cilindru și suprafața x4 + y4 + z4 = 1, imagine POV-Ray⁠(d)

Tor: triangulat prin metoda marșului
Tor: poligonat prin metoda tăieturilor pe cuburi